# Arpioni
Gli Arpioni sono uno dei gruppi ska più longevi e famosi della scena ska e della musica indipendente italiana. Fin dagli inizi della loro storia si sono caratterizzati per avere accostato brani  "leggeri" e divertenti e uno stile musicale sempre melodico,  godibile e assolutamente da ballare,  con temi di impegno sociale e umano. La band si è sempre spesa nel sostegno fattuale di campagne e iniziative di solidarietà, senza avere problemi a esplicitare un chiaro schieramento di parte, pur non essendo e non volendo essere definita "militante" in senso classico.

## Storia
Collettivo musicale composto da più di dieci elementi, nato nel 1990 a Bergamo. Quasi subito inizia l'attività live nelle situazioni più diverse, facendosi apprezzare soprattutto dagli amanti dello ska.

Gli Arpioni sono stati inoltre anche la band ufficiale italiana di Tonino Carotone. 
Essi nel corso della loro carriera hanno inoltre reinterpretato di alcuni classici italiani degli anni '60 tra cui spicca Operazione Sole, il primo brano ska italiano, lanciato nel 1966 da Peppino di Capri.

Del 1999 la loro collaborazione con Laurel Aitken, uno dei padri nobili della musica giamaicana, attivo sin dalla fine degli anni cinquanta del novecento e non a casa noto come "il Padrino dello Ska"
Dopo la tournée del 2000 che li vide coprotagonisti al tempo del tormentone "Me cago en l'amor", sono tornati nel 2005 a esibirsi insieme nel Malacabeza tour per oltre 80 date.
È del 2005 l'ultimo album della formazione originale "Malacabeza", nel quale ospitano numerosi amici, tra i quali Roy Paci, Tonino Carotone, Valerio Mastandrea e Stefano Rosso. 
La formazione della band nel corso degli anni subì molte variazioni così che ogni loro lavoro risente delle influenze dei vari componenti alternativisi.  Mentre resta costante la presenza di Stefano "kino",  che sostitui Ugo Crescini,  che ne fu cantante e cofondatore fino al 1994 e di cui restano poche testimonianze registrate, così come quella di Franco "Skarpe" Scarpellini, altro cofondatore e unico membro presente fino dagli inizi ininterrottamente nella formazione.  Ferri e Scarpellini sono anche i maggiori autori dei brani originali della band e ne sono in qualche modo custodi della continuità e direttori artistici.
Dopo un periodo di inattività durato otto anni, la band si è riunita nel 2017 con una nuova formazione, iniziando una intensa attività live che perdura e sta avendo un buon riscontro, radunando vecchi fan e formandone di nuovi.
Nel giugno 2018 è stato rilasciato il brano "Should I Stay or Should I Go", cover alla loro maniera della nota hit dei Clash.  Il brano è anche stata occasione per realizzare un video che affronta in modo ironico e però inequivocabilmente antirazzista la questione delle migrazioni. Nel 2022 esce il disco "Les jeux sont fait" e subito dopo, nell'aprile 2023, "Rido e piango che non si sa mai - Jannacci secondo noi" entrambi autoprodotti grazie anche ad un progetto di crowfunding sostenuto da diversi fan.

## Collaborazioni
La band ha intrattenuto collaborazioni con artisti molto noti nella scena ska mondiale, come Laurel Aitken, Valerio Mastandrea, Stefano Rosso, Roy Paci, Raffaele Vannoli, Franco Bracardi e Tonino Carotone. 

## Componenti
- Stefano 'Kino' Ferri - voce
- Franco Scarpellini - chitarra, cori
- Francesco "Puccio" Puccianti - basso, cori
- Andrea "Cipi" Locatelli - tastiere, cori
- Thomas Poletti - batteria
- Alessandro Marzetti - tromba
- Andrea Ocera - sax contralto
- Giovanni Sgorbati - trombone

## Discografia
- 1995 - Papalagi (Autoprodotto)
- 1998 - In mezzo ai guai (Gridalo Forte Records)
- 1999 - Un mondo in levare (Gridalo Forte Records)
- 2001 - Buona mista social ska (Gridalo Forte Records)
- 2005 - Malacabeza (Alternative Produzioni)
- 2022 - Les jeux sont fait (Autoprodotto)
- 2023 - Rido e piango che non si sa mai - Jannacci secondo noi (Autoprodotto)